# Racławice Panorama

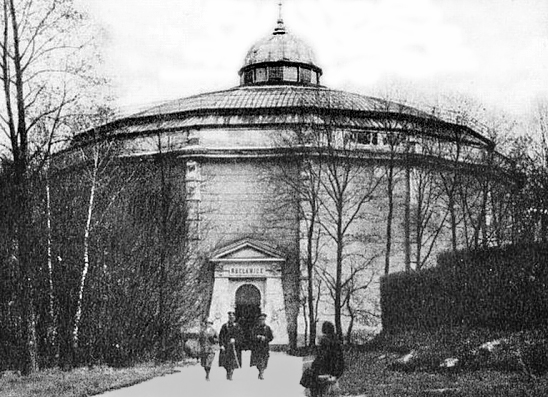
Tidigare rotunda i Lwów.

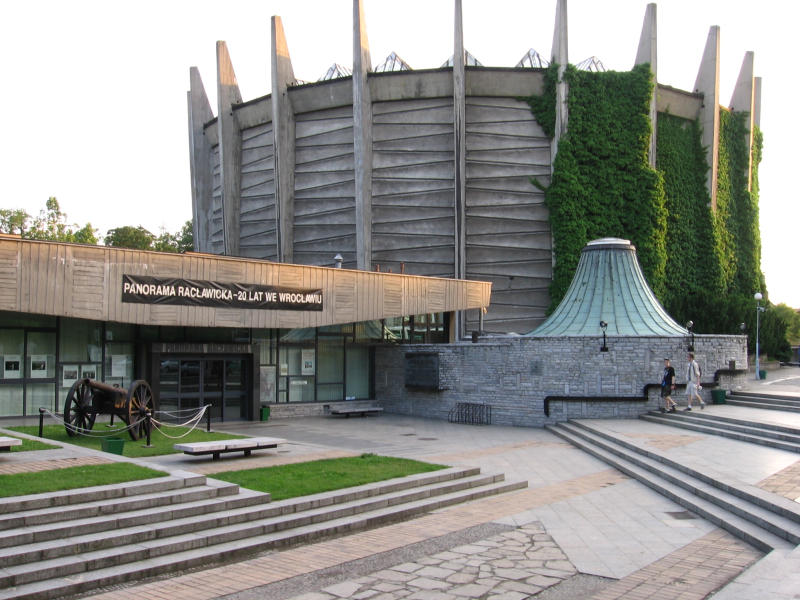
Nuvarande rotunda i Wrocław.

Racławice Panorama (polska: Panorama racławicka) är en cykloramamålning, som visar slaget vid Racławice 1794 under Kościuszkoupproret, och som finns i Wrocław i Polen.
Målningen är 114 meter lång och 15 meter hög. Målaren Jan Styka (1858–1925) från Lwów tog initiativ till projektet och bjöd in bataljmålaren Wojciech Kossak att delta. De fick hjälp av ett drygt halvdussin andra polska målare. Projektet genomfördes som en patriotisk hyllning inför hundraårsjubileet av den polska segern vid Racławice, en episod under Kościuszkoupproret, som var ett djärvt men slutligen misslyckat försök att försvara Polens oberoende. Slaget stod den 4 april 1794 mellan en motståndsstyrka av reguljära soldater och liebeväpnade bondesoldater under Tadeusz Kościuszko (1746–1817) själv och den ryska armén, som kommenderades av generalen Alexander Tormasov (1752–1819). 
Nationalutställningen i Lwów 1894 erbjöd ett tillfälle för Styka att genomföra sin idé om en monumentalmålning. En specialbeställd duk köptes in från Bryssel och stålstrukturen för en rotunda i Stryjski Park i Lwów köptes från Wien. Målningen färdigställdes på nio månader, mellan augusti 1893 och maj 1894, och cykloramat invigdes den 5 juni 1894.
Efter andra världskriget flyttades målningen till Wrocław. Målningen bedömdes som känslig av Polens kommunistiska regim, men den restaurerades i omgångar av frivilliga och arbetet kunde slutföras till andra hälften av år 1980. Cykloramat återinvigdes den 14 juni 1985.

## Bildgalleri

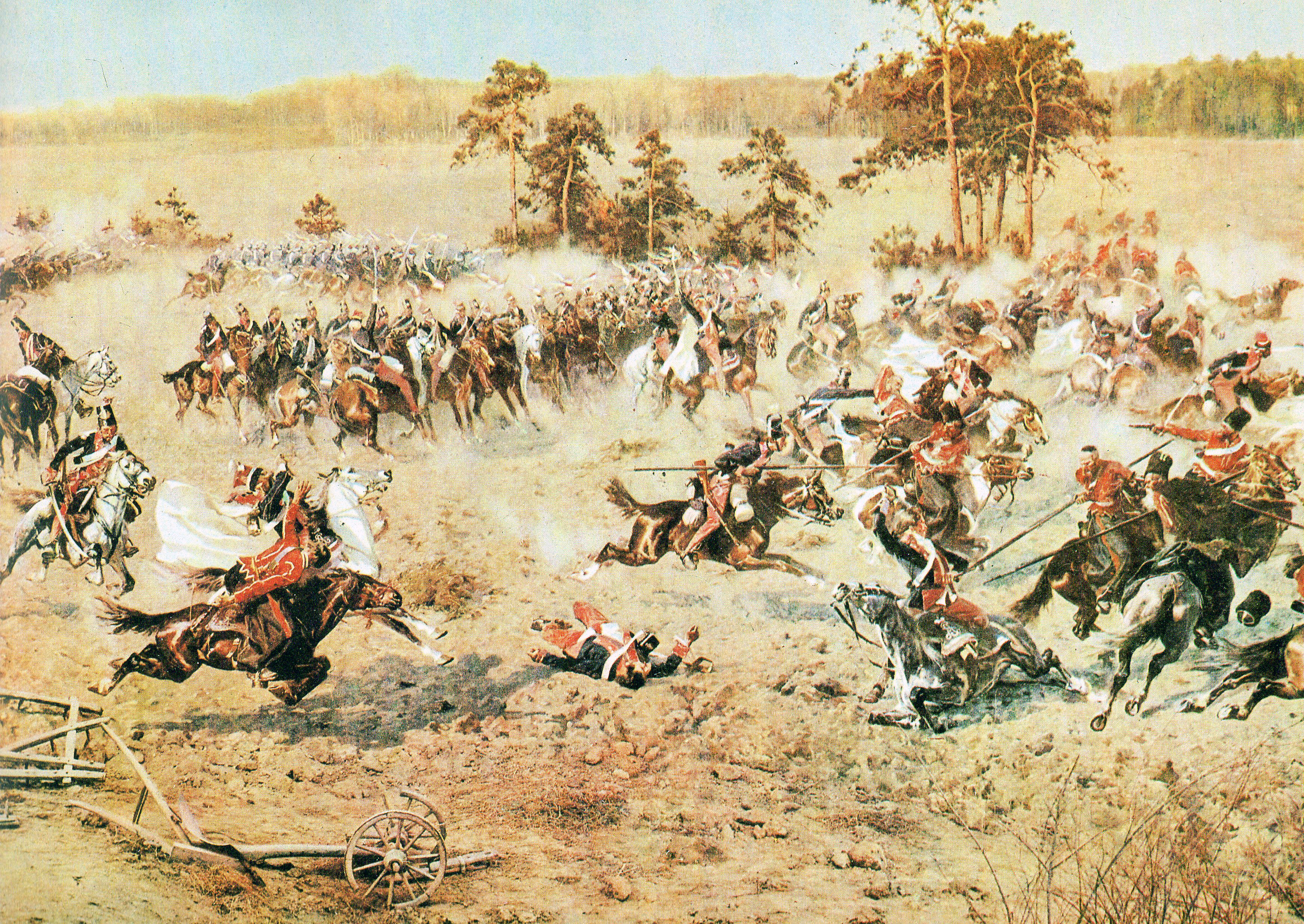
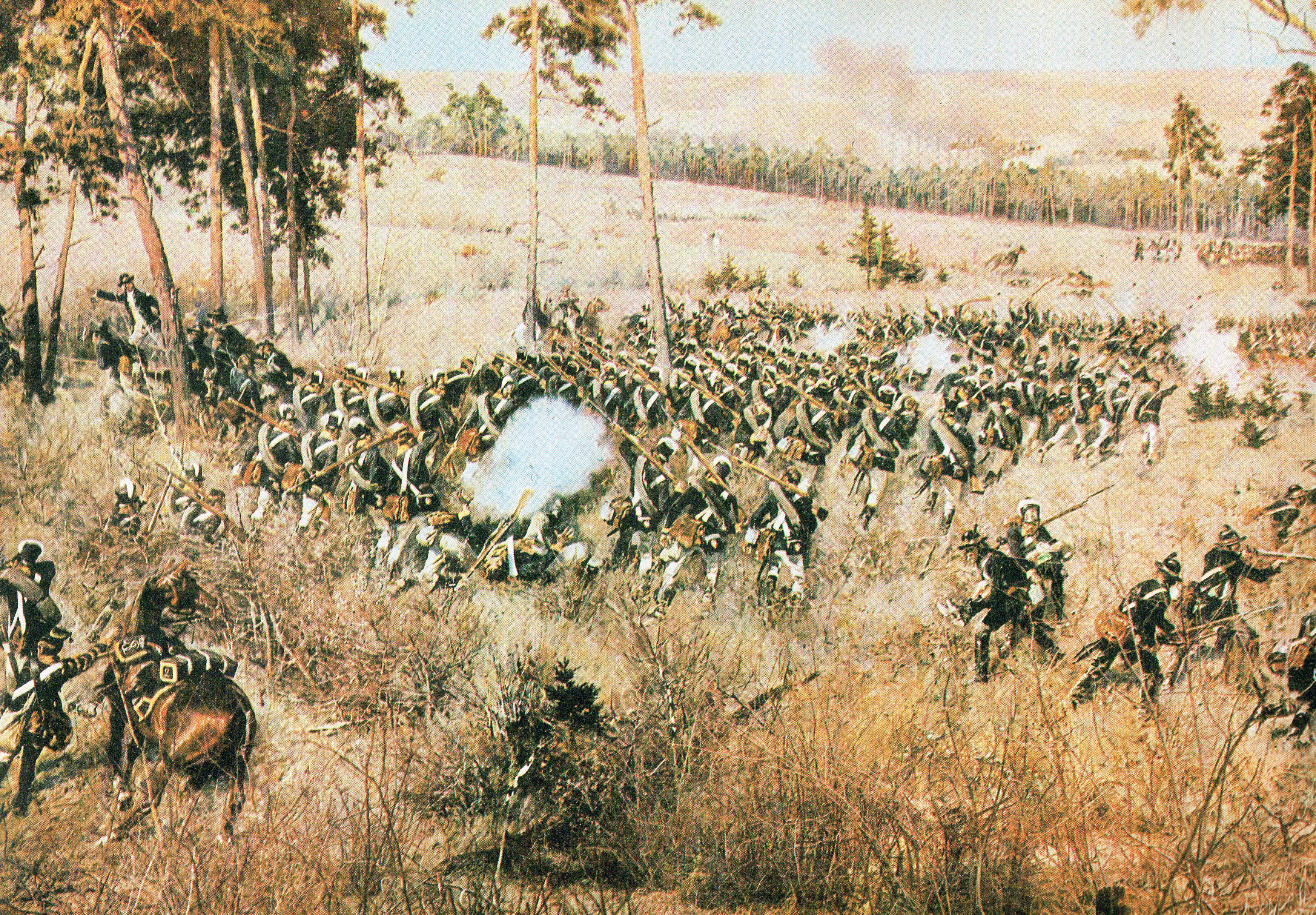
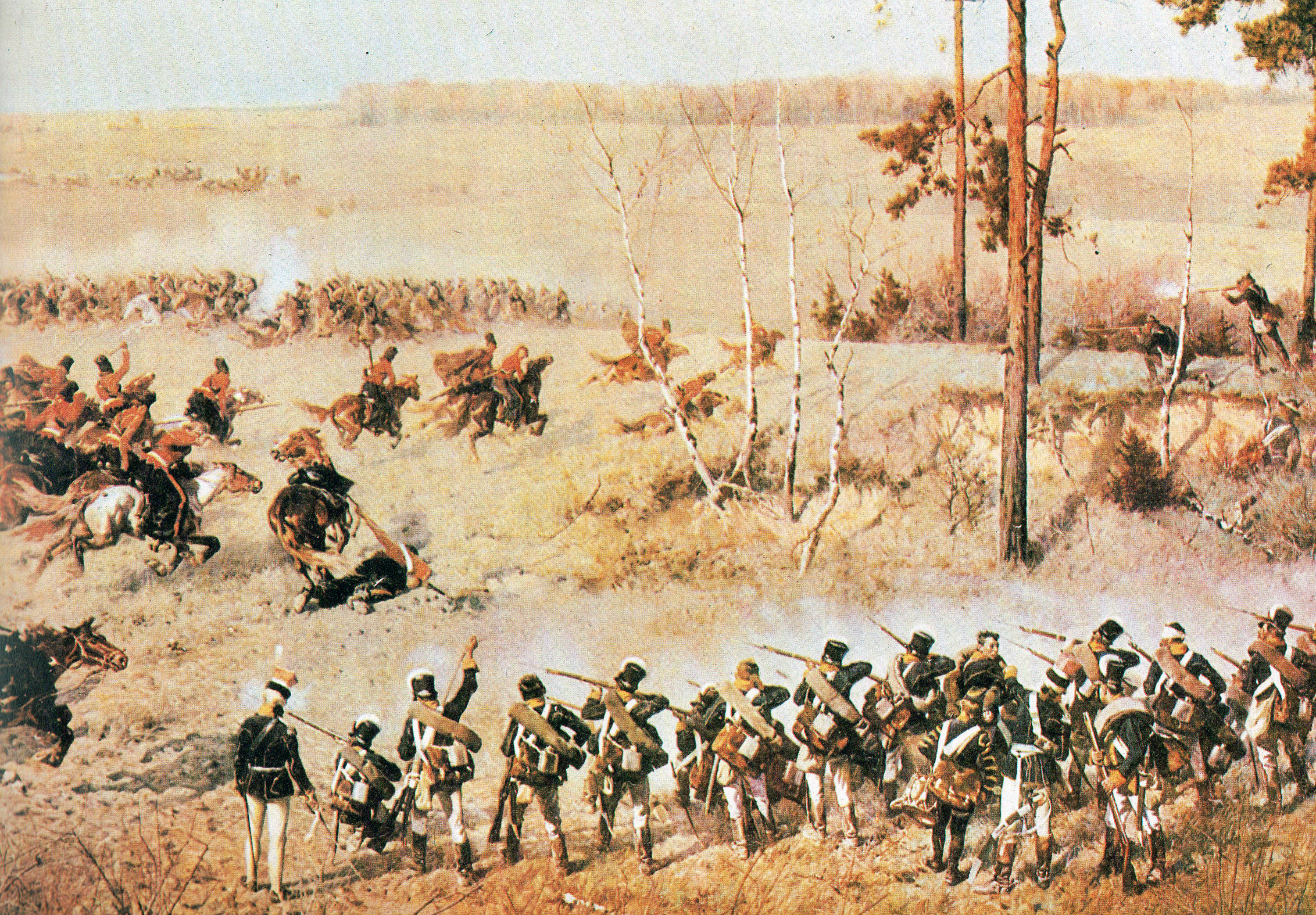
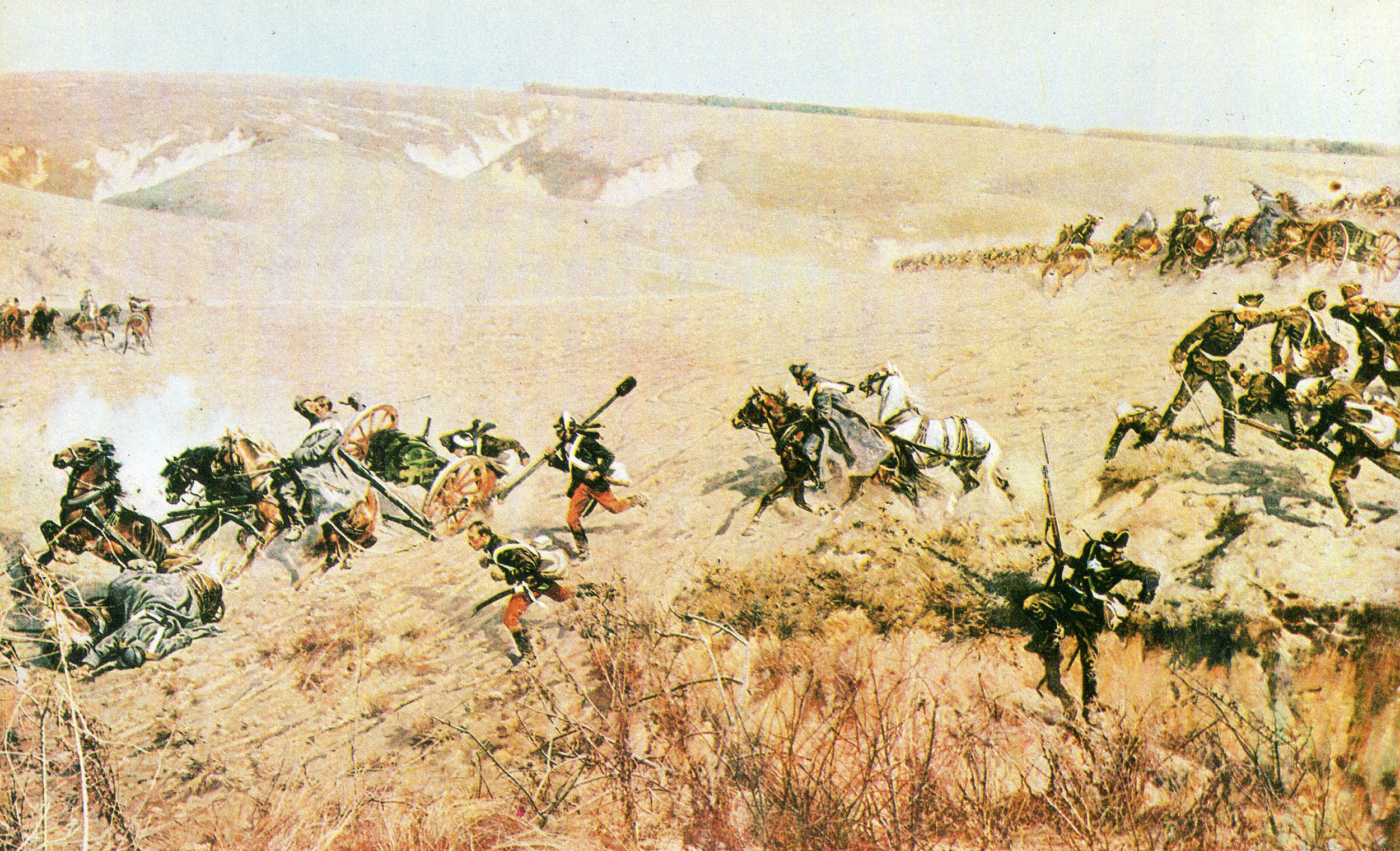
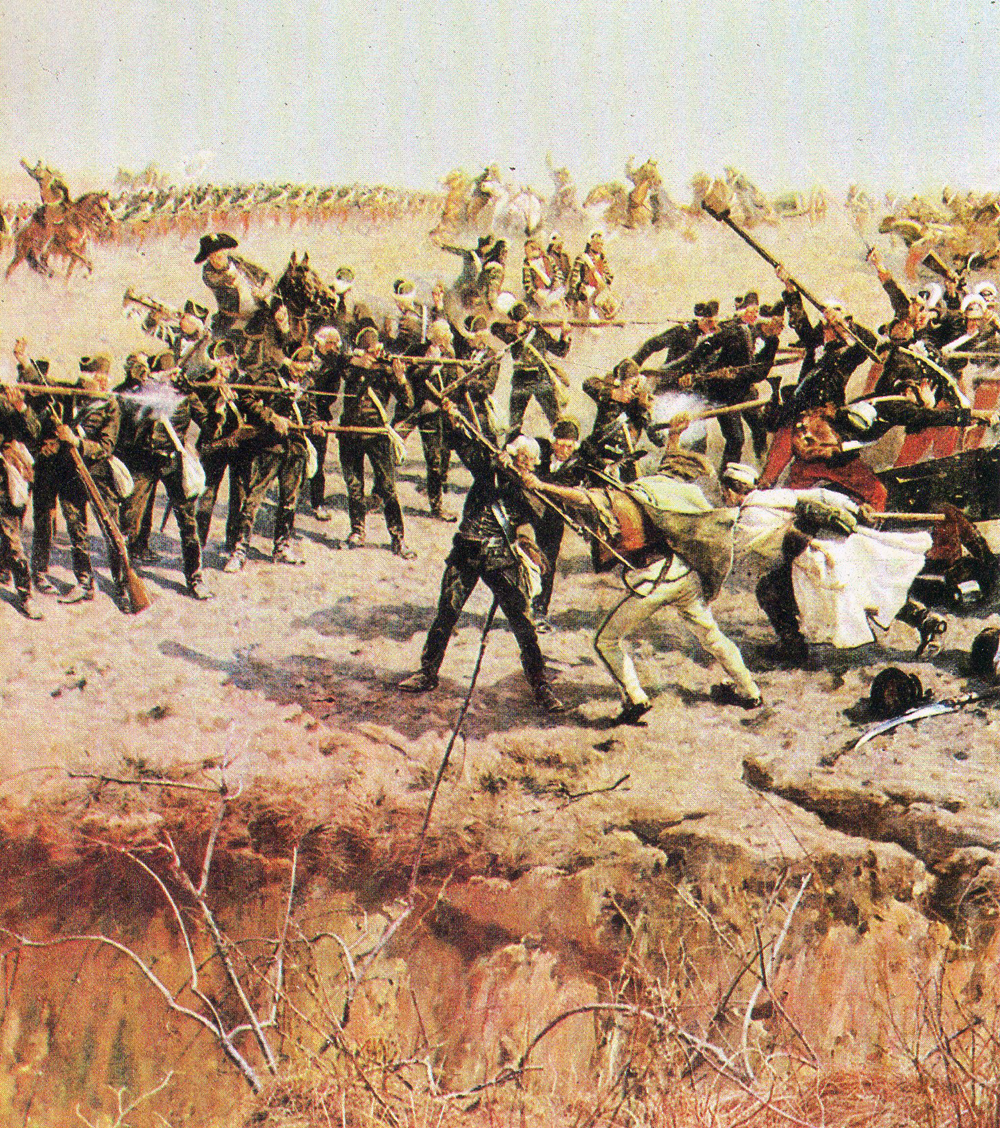